# 匣式手拿包

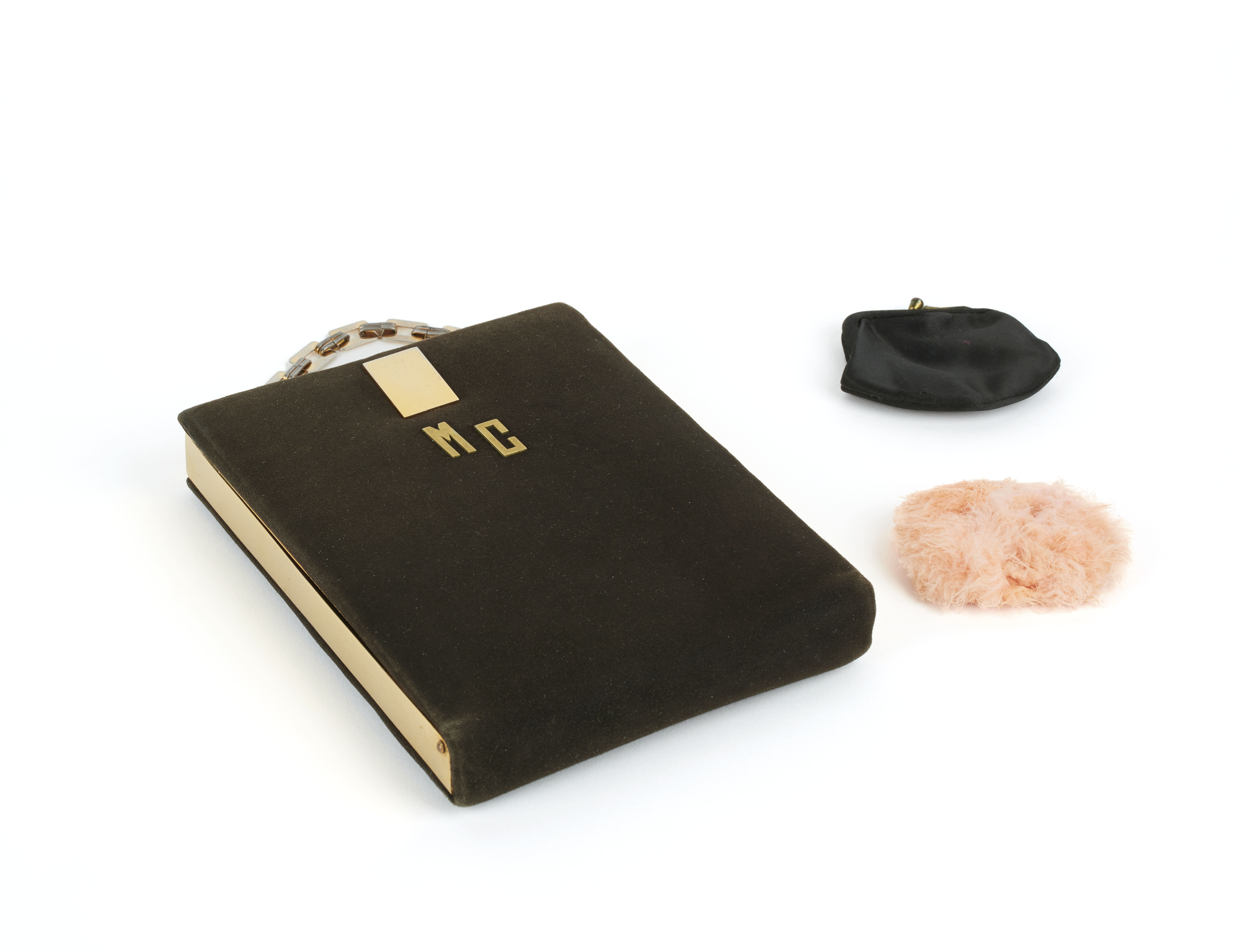
匣式手拿包

匣式手拿包（法語：Minaudière）是一種女士時尚配件，通常被視為珠寶飾品，在參加宴會時使用，以替代晚宴包（evening bag），結構是具備硬質外殼、大小適合手拿的匣子，內部往往具備夾層、分格，可裝多種隨身物品。
匣式手拿包於20世紀30年代由法國梵克雅寶的查爾斯·雅寶（Charles Arpels）首創。雅寶在一場宴會上見到女士將隨身物放在Lucky Strike香菸盒中，他認為女士們該有更好的東西放置隨身物，以此為靈感用金屬與寶石製作出置物的匣子，並命名為「Minaudière」。有一說認為「Minaudière」這個詞源於法國巴黎近郊的梅諾迪耶城堡（The Château de la Ménaudière），另一說認為這個名詞來自法語的「minauder（媚笑、傻笑）」。隨著時代發展，匣式手拿包也出現各種不同材質和設計。